# Olbia (Italië)
Olbia is een stad in de Italiaanse autonome regio Sardinië. Qua inwonertal is Olbia de vierde stad van Sardinië. De huidige stad is modern maar heeft wellicht een Griekse of Punische oorsprong. Olbia is een van de belangrijkere Sardijnse havensteden. De afstand van het eiland tot het Italiaanse vasteland is hier op zijn kleinst; 125 mijl. De belangrijkste veerverbinding van Olbia is die met Civitavecchia. De luchthaven Olbia-Costa Smeralda ligt op ca. 3 km van de stad.
Nabij Olbia liggen twee interessante prehistorische plekken. Ten eerste het nuraghecomplex van Cabu Abbas en ten tweede de heilige put Sa Testa.

## Bezienswaardigheden
- Kerk "San Simplicio"
- Kerk "San Paolo Apostolo"
- Nuraghe Cabu Abbas

## Cycloon Cleopatra
Op 18 november 2013 trok  cycloon Cleopatra over het eiland waarbij Olbia het zwaarst getroffen werd. In een uur tijd werd een halve meter regen aangevoerd, waardoor veel modderstromen ontstonden. Er vielen zestien doden te betreuren, 1700 personen werden in hotels ondergebracht. Premier Letta riep de noodtoestand voor Sardinië uit en stelde twintig miljoen euro voor noodhulp beschikbaar.

## Afbeeldingen

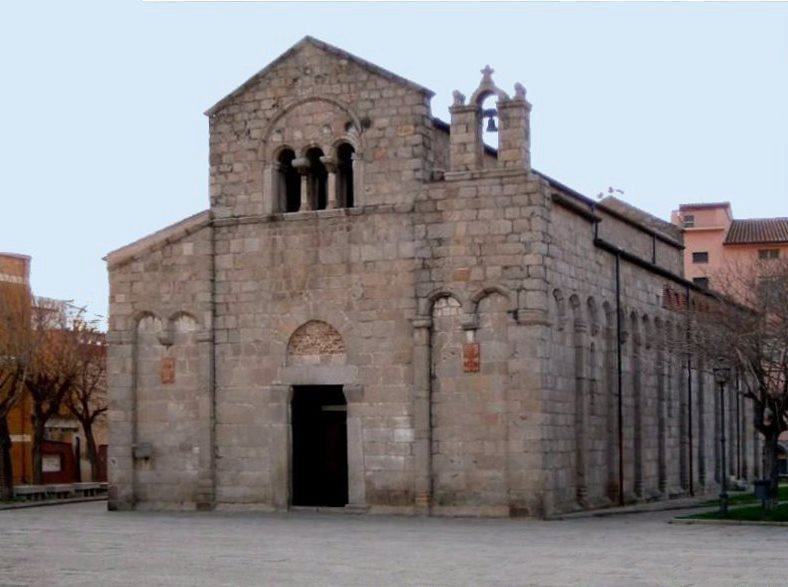
San Simplicio
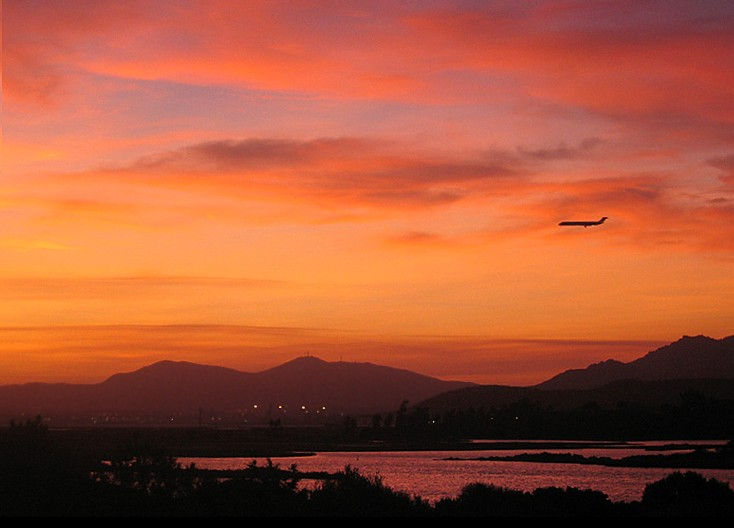
Golf van Olbia

Aggius · Aglientu · Alà dei Sardi · Arzachena · Badesi · Berchidda · Bortigiadas · Buddusò · Budoni · Calangianus · Golfo Aranci · La Maddalena · Loiri Porto San Paolo · Luogosanto · Luras · Monti · Olbia · Oschiri · Padru · Palau · San Teodoro · Sant'Antonio di Gallura · Santa Teresa Gallura · Telti · Tempio Pausania · Trinità d'Agultu e Vignola